# ديفيد إليوت (كاتب)
ديفيد إليوت (بالإنجليزية: David Elliott)‏ هو كاتب للأطفال وكاتب أمريكي، ولد في 1947.